# Angst (companie)
Angst este o companie producătoare de mezeluri din România.
Grupul, cu capital privat româno-elvețian, deține două fabrici de produse fierte, o fabrică de produse crud-uscate, dar și o fermă de vaci, o fabrică de lactate, la care se adaugă o rețea proprie de magazine în București, Buftea, Otopeni, Oradea, Cluj și Sinaia.
În iulie 2014, Angst deținea o rețea de 22 de magazine.
Număr de angajați în 2008: 1.000
Cifra de afaceri:
| Anul          | 2013 | 2007 | 2006 |
| ------------- | ---- | ---- | ---- |
| milioane euro | 37   | 62   | 40   |